# Maiolati Spontini

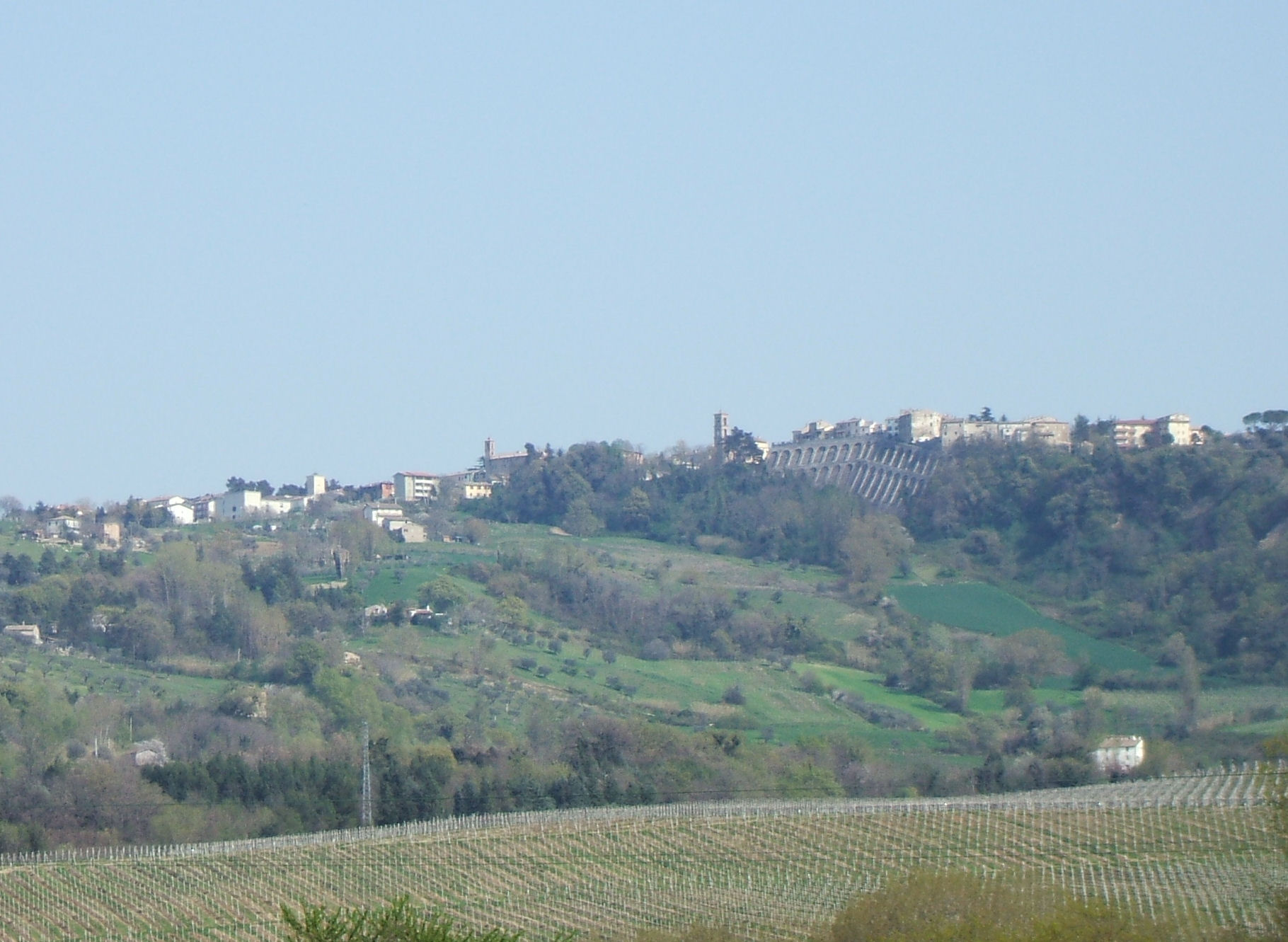
Maiolati Spontini

Maiolati Spontini is een gemeente in de Italiaanse provincie Ancona (regio Marche) en telt 5930 inwoners (31-12-2004). De oppervlakte bedraagt 21,4 km², de bevolkingsdichtheid is 277 inwoners per km².
Maiolati Spontini is de geboorteplaats van de bekende componist Gaspare Spontini, wiens naam in 1939 aan de gemeentenaam werd toegevoegd. In Maiolati bevindt zich verder een groot park, het Colle Celeste, gewijd aan zijn vrouw Céleste Erard. Het Museo Gaspare Spontini is gevestigd in het woonhuis van Spontini en Erard. Het plaatselijk theater draagt ook zijn naam.
Het belangrijkste monument is de Maria-abdij in Moie. Moie is de belangrijkste frazione van de gemeente, waar het grootste deel van de bevolking woont. De chirurg Carlo Marcelletti woonde jaren in Moie.
Naast Moie maken de volgende frazioni deel uit van de gemeente: Monteschiavo, Scisciano en Scorcelletti

## Demografie
Maiolati Spontini telt ongeveer 2252 huishoudens. Het aantal inwoners steeg in de periode 1991-2001 met 10,4% volgens cijfers uit de tienjaarlijkse volkstellingen van ISTAT.
| Jaar | Inwoneraantal |
| ---- | ------------- |
| 1991 | 5194          |
| 2001 | 5733          |

## Geografie
De gemeente ligt op ongeveer 198 m boven zeeniveau.
Maiolati Spontini grenst aan de volgende gemeenten: Belvedere Ostrense, Castelbellino, Castelplanio, Cupramontana, Jesi, Monte Roberto, Rosora, San Marcello.
Agugliano · Ancona · Arcevia · Barbara · Belvedere Ostrense · Camerano · Camerata Picena · Castel Colonna · Castelbellino · Castelfidardo · Castelleone di Suasa · Castelplanio · Cerreto d'Esi · Chiaravalle · Corinaldo · Cupramontana · Fabriano · Falconara Marittima · Filottrano · Genga · Jesi · Loreto · Maiolati Spontini · Mergo · Monsano · Monte Roberto · Monte San Vito · Montecarotto · Montemarciano · Monterado · Morro d'Alba · Numana · Offagna · Osimo · Ostra · Ostra Vetere · Poggio San Marcello · Polverigi · Ripe · Rosora · San Marcello · San Paolo di Jesi · Santa Maria Nuova · Sassoferrato · Senigallia · Serra San Quirico · Serra de' Conti · Sirolo · Staffolo